# Lijst van premiers van Slovenië
De premier van Slovenië heet officieel de voorzitter van de regering van de Sloveense Republiek. Politieke bewegingen ontstonden in de tweede helft van de jaren tachtig en werden in 1989 formeel toegelaten, voor zover deze zich als bond aansloten bij bestaande allianties (bijvoorbeeld de socialistische alliantie van het arbeidende volk van Slovenië). Vervolgens werd het meerpartijenstelsel ingevoerd en werden in mei 1990 vrije verkiezingen gehouden.
De premier wordt benoemd door het parlement. In de praktijk benoemt de president van de republiek na informerende gesprekken met de verschillende fractieleiders een mandataris, te vergelijken met een formateur. De mandataris vormt normaliter een regering, die ter goedkeuring aan het parlement wordt voorgelegd.

## Premiers van Slovenië (1945-heden)

### Premiers en voorzitters van Slovenië (1945-1990)
| Nr. | Premier/Voorzitter | Premier/Voorzitter                                           | Ambtstermijn     | Ambtstermijn     | Partij              |
| --- | ------------------ | ------------------------------------------------------------ | ---------------- | ---------------- | ------------------- |
| 1   |                    | Boris Kidrič (premier)                                       | 5 mei 1945       | juni 1946        | KPS                 |
| 2   |                    | Miha Marinko (premier)                                       | juni 1946        | 1953             | KPS                 |
| 3   |                    | Miha Marinko (voorzitter Uitvoerende Raad)                   | 1953             | 15 december 1953 | ZKS                 |
| 4   |                    | Boris Kraigher (voorzitter Uitvoerende Raad)                 | 15 december 1953 | 25 juni 1962     | ZKS                 |
| 5   |                    | Viktor Rudi Avbelj (1914-1993) (voorzitter Uitvoerende Raad) | 25 juni 1962     | 1965             | ZKS                 |
| 6   |                    | Janko Smole (voorzitter Uitvoerende Raad)                    | 1965             | 1967             | ZKS                 |
| 7   |                    | Stane Kavčič (voorzitter Uitvoerende Raad)                   | 1967             | 27 november 1972 | ZKS                 |
| 8   |                    | Andrej Marinc (voorzitter Uitvoerende Raad)                  | 27 november 1972 | 1978             | ZKS                 |
| 9   |                    | Anton Vratuša (voorzitter Uitvoerende Raad)                  | 1978             | juli 1980        | ZKS                 |
| 10  |                    | Janez Zemljarič (voorzitter Uitvoerende Raad)                | juli 1980        | 23 mei 1984      | ZKS                 |
| 11  |                    | Dušan Šinigoj (voorzitter Uitvoerende Raad)                  | 23 mei 1984      | 16 mei 1990      | ZKS, (1989) ZKS-SDP |

Regeringsleiders (Voorzitter van de Uitvoerende Raad van de Socialistische Republiek Slovenië) in de periode 1945-1990.
Alle hierboven genoemde personen waren lid van de Communistische Partij van Slovenië (KPS), die zich later hernoemde tot Sloveense Communistenbond (ZKS). Met de invoering van een meerpartijensysteem in 1989 gaf de Partij zichzelf de naam Sloveense Communistenbond - Partij van Democratische Vernieuwing, om haar hervormingsgezindheid te onderstrepen (zie ook: Verenigde Lijst van Sociaaldemocraten).

### Premiers van Slovenië (1990-heden)
| Nr. | Premier | Premier                    | Ambtstermijn      | Ambtstermijn      | Partij                                                                             |
| --- | ------- | -------------------------- | ----------------- | ----------------- | ---------------------------------------------------------------------------------- |
| 1   |         | Lojze Peterle (1948)       | 16 mei 1990       | 14 mei 1992       | Sloveense Christen Democraten                                                      |
| 2   |         | Janez Drnovšek (1950-2008) | 14 mei 1992       | 3 mei 2000        | Liberale Democratie van Slovenië                                                   |
| 3   |         | Andrej Bajuk (1943-2011)   | 3 mei 2000        | 17 november 2000  | Sloveense Volkspartij, per 4 augustus 2000 Nieuw Slovenië-Christelijke Volkspartij |
| 4   |         | Janez Drnovšek (1950-2008) | 17 november 2000  | 11 december 2002  | Liberale Democratie van Slovenië                                                   |
| 5   |         | Anton Rop (1960)           | 11 december 2002  | 9 november 2004   | Liberale Democratie van Slovenië                                                   |
| 6   |         | Janez Janša (1958)         | 9 november 2004   | 9 november 2008   | Sloveense Democratische Partij                                                     |
| 7   |         | Borut Pahor (1963)         | 9 november 2008   | 10 februari 2012  | SD                                                                                 |
| 8   |         | Janez Janša (1958)         | 10 februari 2012  | 27 februari 2013  | Sloveense Democratische Partij                                                     |
| 9   |         | Alenka Bratušek (1970)     | 27 februari 2013  | 18 september 2014 | Positief Slovenië                                                                  |
| 10  |         | Miro Cerar (1963)          | 18 september 2014 | 13 september 2018 | Stranka Mira Cerarja / Stranka modernega centra                                    |
| 11  |         | Marjan Šarec (1977)        | 13 september 2018 | 13 maart 2020     | Lista Marjana Šarca (LMŠ)                                                          |
| 8   |         | Janez Janša (1958)         | 13 maart 2020     | 13 mei 2022       | Sloveense Democratische Partij                                                     |
| 9   |         | Robert Golob (1967)        | 25 mei 2022       | huidig            | Svoboda                                                                            |